# Waldorf Astor, II visconte Astor
Waldorf Astor, II visconte Astor (New York, 19 maggio 1879 – Taplow, 30 settembre 1952), è stato un politico britannico di nascita americana e proprietario di giornali. Era anche membro della famiglia Astor.

## Infanzia
Waldorf Astor nacque a New York. Era il maggiore dei figli maschi di William Waldorf Astor, I visconte Astor e Mary Dahlgren Paul (1858–1894); i suoi fratelli minori furono John Rudolph Astor (che morì giovane) e il barone John Jacob Astor V. Trascorse gran parte della sua vita viaggiando in Europa prima del trasferimento della sua famiglia in Gran Bretagna nel 1889. Lì Waldorf frequentò l'Eton College ed il New College all'Università di Oxford, dove non si distinse accademicamente ma eccelse come sportivo, guadagnandosi riconoscimenti sia per la scherma che per il polo. Per l'Oxford University Polo Club giocò al fianco di Devereux Milburn nelle successive Varsity Matches, vincendo con un margine di 14 reti in entrambe le occasioni.

## Matrimonio e figli
Nel 1905, da passeggero in un viaggio sull'Atlantico di ritorno in Gran Bretagna, Astor conobbe Nancy Langhorne Shaw, una donna divorziata con un figlio piccolo (Robert Gould Shaw III). Coincidentalmente, sia lui che la signora Shaw condividevano la stessa data di nascita, il 19 maggio 1879, ed entrambi erano americani. Dopo un rapido corteggiamento, i due si sposarono nel maggio del 1906. Come regalo di nozze, il padre di Waldorf diede a lui ed alla sua sposa la tenuta di famiglia di Cliveden, che Nancy riarredò e modernizzò con l'installazione della corrente elettrica. I loro si dimostrò un matrimonio unito ed ebbero cinque figli:
- William Waldorf Astor II, III visconte Astor (13 agosto 1907 - 7 marzo 1966)
- Hon Nancy Phyllis Louise Astor (22 marzo 1909 - 2 marzo 1975)
- Hon Francis David Langhorne Astor (5 marzo 1912 - 6 dicembre 2001)
- Hon Michael Langhorne Astor (10 aprile 1916 - 1980)
- Maggiore Hon Sir John Jacob "Jakie" Astor VII (29 agosto 1918 - 10 settembre 2000)

Astor apprezzava sua moglie; attraverso di lei, Astor sviluppò un interesse per la riforma sociale.